# 2,3-ジメチルリンゴ酸リアーゼ
2,3-ジメチルリンゴ酸リアーゼ(2,3-dimethylmalate lyase、EC 4.1.3.32)、以下の化学反応を触媒する酵素である。
(2R,3S)-2,3-ジメチルリンゴ酸 + H2O{\displaystyle \rightleftharpoons }プロパン酸 + ピルビン酸
従って、この酵素の基質は(2R,3S)-2,3-ジメチルリンゴ酸のみ、生成物はプロパン酸とピルビン酸の2つである。
この酵素はリアーゼ、特に炭素-炭素結合を切断するオキソ酸リアーゼに分類される。系統名は、(2R,3S)-2,3-ジメチルリンゴ酸 ピルビン酸リアーゼ (プロパン酸形成)((2R,3S)-2,3-dimethylmalate pyruvate-lyase (propanoate-forming))である。他に、2,3-dimethylmalate pyruvate-lyase、(2R,3S)-2,3-dimethylmalate pyruvate-lyase等とも呼ばれる。この酵素は、c5分岐二塩基酸の代謝に関与している。